# Ландбург, Михаил Абрамович
Михаил Абрамович Ландбург (род. 28 апреля 1938, Шяуляй, Литва) — прозаик, тяжелоатлет.

## Биография
в 1945—1972 годах жил в Вильнюсе. в 1962 году — окончил филологический факультет пединститута. Преподавал русский язык и литературу. Был чемпионом Литвы в наилегчайшем весе по тяжёлой атлетике (штанга). С 1972 года — гражданин государства Израиль, где был чемпионом по тяжёлой атлетике и в дальнейшем тренером молодёжной сборной: команда несколько раз участвовала в чемпионате Европы.

## Творческая деятельность
Проза М. Ландбурга отличается индивидуальным стилем и образно философским осмыслением современной израильской действительности.
Публиковался в журналах: «Мосты» (Германия), «Стрелец» (США), «Другие берега» (Италия), «День» (Бельгия), «Kulturos barai» (Литва)
Член Союза русскоязычных писателей Израиля.
В декабре 2010 г. удостоен премии Международной Академии просвещения, культуры и индустрии (Сан-Франциско, США) — за книги «Семь месяцев саксофона», «Отруби мою тень» и «Пиво, стихи и зелёные глаза».
В ноябре 2011 г. стал лауреатом Международного литературного конкурса им. Авраама Файнберга (Ашдод, Израиль) — специальный приз «За преданность литературе».
В октябре 2012 г. получил учреждённую Союзом Русскоязычных писателей Израиля премию имени Юрия Нагибина. Премия присуждена за роман «На последнем сеансе», объявленный лучшей русскоязычной книгой, опубликованной в Израиле в 2011 г.